# Зворотний осмос
Зворотний осмос (ЗО) — технологія очищення води, яка використовує напівпроникні мембрани. Технологія напівпроникних мембран — це не зовсім метод фільтрації. У ЗО прикладений тиск використовується для подолання осмотичного тиску, колігативних властивостей, що зумовлено хімічним потенціалом (термодинамічний параметр). ЗО здатен видалити багато типів молекул і іонів з розчинів, тож використовується як в промислових процесах, так і для виробництва питної води. Розчинена речовина утримується під тиском з однієї сторони мембрани, в результаті чистий розчинник (в нашому випадку вода) проходить на іншу сторону. Задля забезпечення «селективності», ця мембрана не повинна пропускати великі молекули або іони через пори (отвори), проте має вільно пропускати лише менші компоненти розчину (наприклад, розчинник).
Систе́ма зворо́тного о́смосу — система водопідготовки. Являє собою комплекс що складається з низки попередніх фільтрів, що захищають мембрану від пошкоджень (сильними окисниками, наприклад хлор, та механічними домішками) та напівпроникної мембрани.
Основна ціль полягає у продавлюванні води під високим тиском через напівпроникну мембрану з метою усунути з води розчинені речовини, органіку, колоїдні частки та бактерії..
Зворотний осмос є оберненим до природного процесу осмосу, що полягає у русі води з менш насиченого розчину у більш насичений через напівпроникну мембрану. Система зворотного осмосу створює тиск в насиченій зоні (вода + домішки), в результаті чого молекули води просочуються через напівпроникну мембрану в зону ненасиченого розчину (чиста вода).
Попередні фільтри очищення мають пористість у межах 1-5 мкм, що дозволяє видалити небажані великі колоїди й суспензії з розчину. Найчастіше, в побутових системах зворотного осмосу використовується проміжний вугільний фільтр, який адсорбує розчинені гази й залишковий хлор, органічні сполуки. Такий фільтр необхідно дублювати механічним фільтром для затримки виниклих вугільних суспензій у воді. Найчастіше такий фільтр виготовляють з пресованого вугілля, яке не лише затримує суспензії, але й сорбує шкідливі речовини.
Система зворотного осмосу для фільтрації води з ремінералізацією повністю усуває необхідність купувати бутильовану воду, і відшкодовує витрати на себе через рік-два (залежно від споживання води).

## Фактори, які впливають на якість та кількість очищеної води
1. Тиск: що вищий робочий тиск, то більш вибірковою може бути мембрана до забруднень і тим менша кількість ступенів очищування потрібна для досягнення найкращого результату. Високий робочий тиск системи дозволяє застосовувати мембрани зворотно-осмотичного типу (RO-тип), що мають гранично високі показники очищування. Крім того, він дозволяє збільшити продуктивність системи.
2. Мембрана: не всі мембрани однакові: деякі продуктивніші, у деяких підвищений ступінь очищування, у деяких збільшений термін роботи внаслідок підвищеного опору тертю.
3. Солевміст та вміст речовин-забруднювачів: більший солевміст призводить до більшого солевмісту в очищеній воді (перміату). До того ж, деякі шкідливі речовини можуть або забруднити мембрану, зменшивши її проникність і, відповідно, кількість очищеної води, або зруйнувати її (окислювачі, зокрема хлор).

## Властивості води, очищеної за допомогою зворотного осмосу
Зворотний осмос — сучасний та безпечний спосіб отримання чистої води. Під час фільтрування крізь мембрану з діаметром отвору близько 1 ангстрема, практично всі домішки води (окрім кисню) зливаються у каналізацію, натомість у бак чистої води надходить вода, очищена від будь-яких домішок.

## Недоліки
Процес осмосу неселективний і видаляє всі домішки, включно з корисними в обмеженій кількості магнієм і кальцієм. В результаті вода має специфічний смак і через брак розчинних мінералів. Слід зазначити, що вода при цьому не є шкідливою, а в більшості випадків необхідна кількість мінеральних речовин надходить до організму із їжею.
Системи зворотного осмосу видаляють концентровані відходи із водою у каналізацію. Зазвичай система фільтрації води для дому витрачає до 4 літрів вихідної на 1 літр очищеної води.

## Ремінералізація
Щоб додати необхідну кількість мінералів та усунути можливі негативні аспекти при застосуванні виключно води після очищення приладами зворотного осмосу, можна застосувати процес ремінералізації. Процес здійснюється спеціальними елементами із карбонатом кальцію та сполуками магнію. Вода проходить через матеріал ремінералізатора та насичується відповідними іонами.
Разом із тим вода набуває слабку лужну реакцію. Здорові наслідки вживання основного рН та лужної води в науковій спільноті не є твердо встановленими, але безумовно, що більшість користувачів вважають ремінералізовану воду смачнішою.